# Uracililalanin sintaza
Uracililalanin sintaza (EC 2.5.1.53, O3-acetil-L-serin acetat-lijaza (dodaje uracil), izovilardinska sintaza, vilardinska sintaza, 3-O-acetil--serin:uracil 1-(2-amino-2-karboksietil)transferaza) je enzim sa sistematskim imenom O3-acetil--serin:uracil 1-(2-amino-2-karboksietil)transferaza. Ovaj enzim katalizuje sledeću hemijsku reakciju
O3-acetil-L-serin + uracil {\displaystyle \rightleftharpoons } 3-(uracil-1-il)-L-alanin + acetat
U ovoj reakciji se formiraju L-vilardin i L-izovilardin.

## Literatura
- Nicholas C. Price; Lewis Stevens (1999). Fundamentals of Enzymology: The Cell and Molecular Biology of Catalytic Proteins (Third изд.). USA: Oxford University Press. ISBN 019850229X.
- Eric J. Toone (2006). Advances in Enzymology and Related Areas of Molecular Biology, Protein Evolution (Volume 75 изд.). Wiley-Interscience. ISBN 0471205036.
- Branden C; Tooze J. Introduction to Protein Structure. New York, NY: Garland Publishing. ISBN 0-8153-2305-0.
- Irwin H. Segel. Enzyme Kinetics: Behavior and Analysis of Rapid Equilibrium and Steady-State Enzyme Systems (Book 44 изд.). Wiley Classics Library. ISBN 0471303097.
- William P. Jencks (1987). Catalysis in Chemistry and Enzymology. Dover Publications. ISBN 0486654605.

## Spoljašnje veze
- Uracilylalanine+synthase на 